# 高階浄階
高階 浄階（たかしな の きよしな）は、平安時代初期の貴族。名は清階とも記される。左大臣・長屋王の子である内匠頭・安宿王の後裔。官位は従四位上・少納言。

## 経歴
嵯峨朝の弘仁4年（813年）従五位下に叙爵する。少納言を経て弘仁11年（820年）従五位上に叙せられる。
弘仁14年（823年）淳和天皇の即位に伴って正五位下に叙せられると、天長元年（824年）正五位上、天長2年（825年）従四位下と淳和朝初頭に急速に昇進し、天長8年（831年）従四位上に至る。
承和元年（834年）10月8日卒去。

## 官歴
注記のないものは『日本後紀』による。
- 弘仁4年（813年） 正月7日：従五位下
- 弘仁8年（817年） 2月7日：見少納言[1]
- 弘仁11年（820年） 正月7日：従五位上
- 弘仁14年（823年） 4月27日：正五位下
- 天長元年（824年） 正月7日：正五位上
- 天長2年（825年） 正月7日：従四位下
- 天長8年（831年） 正月7日：従四位上
- 承和元年（834年） 10月8日：卒去

## 系譜
- 父：不詳
- 母：不詳
- 生母不明の子女
  - 男子：高階石河[2]（784-842）
  - 女子：高階河子[3] - 嵯峨天皇後宮